# Guy D. Goff

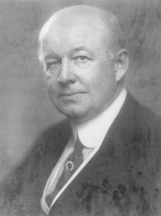
Guy D. Goff

Guy Despard Goff (* 13. September 1866 in Clarksburg, West Virginia; † 7. Januar 1933 in Thomasville, Georgia) war ein US-amerikanischer Jurist und Politiker der Republikanischen Partei.

## Leben
Guy D. Goff wurde 1866 als Sohn des Anwalts Nathan Goff geboren, der wenig später eine politische Laufbahn einschlug und den Bundesstaat West Virginia in beiden Kammern des Kongresses vertrat.
Nach dem Besuch der öffentlichen Schule und des William and Mary College graduierte Goff 1888 am Kenyon College in Gambier (Ohio); 1891 machte er seinen Jura-Abschluss in Harvard. Im selben Jahr wurde er in die Anwaltskammer aufgenommen und begann in Boston als Jurist zu arbeiten. Ab 1893 tat er dies nach seinem Umzug nach Wisconsin in Milwaukee. Dort wurde 1898 seine Tochter Louise geboren, die später ebenfalls politisch aktiv wurde und von 1961 bis 1963 für den Staat Tennessee im US-Repräsentantenhaus saß.

## Öffentliche Ämter
Im Milwaukee County wurde Goff 1895 zum Staatsanwalt gewählt. 1911 stieg er nach der Ernennung durch US-Präsident William Howard Taft zum Bundesstaatsanwalt für den östlichen Distrikt von Wisconsin auf; dies blieb er bis 1915. Zwei Jahre später wurde er als Assistent in den Stab des US-Justizministers berufen. Während des Ersten Weltkrieges bekleidete er zudem den Rang eines Colonel im Judge Advocate General’s Corps; dabei war er von 1918 bis 1919 in Frankreich und Deutschland tätig.
Im Jahr 1920 erhielt er von US-Präsident Woodrow Wilson die Berufung zum obersten Juristen im United States Shipping Board, einer Bundesagentur zur Regelung des Schiffsverkehrs, der er später als ordentliches Mitglied (bis 1921) angehörte. Zudem fungierte er zwischen 1920 und 1923 mehrfach als Assistent des Justizministers.
1923 kehrte Goff in seine Heimatstadt Clarksburg zurück, doch schon im folgenden Jahr wurde er als Kandidat der Republikanischen Partei zum US-Senator gewählt. Seine Amtszeit in Washington begann am 4. März 1925 und endete nach sechs Jahren; für die Wiederwahl wurde er nicht nominiert. Während seiner Zeit im Senat war er Vorsitzender des Committee on Expenditures in Executive Departments.
Guy Goff lebte weiterhin in Washington. Während eines Winterurlaubs in Georgia verstarb er Anfang 1933.